# Хопі
Хопі  — індіанський народ групи народів пуебло в США, який проживає в резервації Хопі в північно-східній частині штату Аризона. Назва «хопі» походить від скороченого самоназви цього народу «hopituh shi-nu-mu», що означає «мирні люди».

## Історія

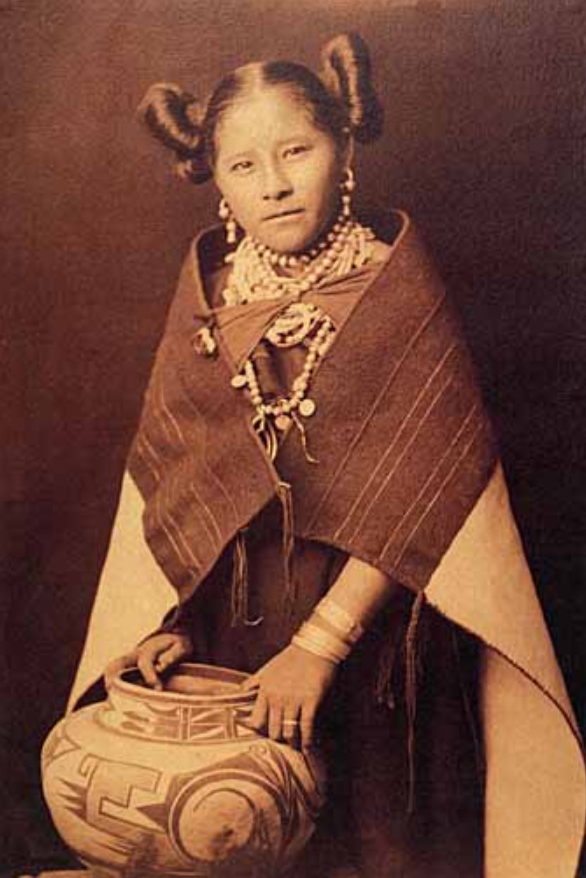
Дівчинка хопі у традиційному одязі

Вважається, що предками даного народу є представники давньої могольонської культури (2-14 століть н. е.), що населяли території сучасних штатів Невада і Нью-Мексико. Спочатку даний народ був союзом племен різного походження, який поступово став виділятися як один народ.
На початку XIV ст. хопі мігрували з рівнинних поселень пустелі Мохаве і передгір'їв південної Сьєрра-Невади в гори, в район Великого Каньйону, під впливом атабаскських міграцій з території сучасної Канади.
Першими європейцями, з якими хопі стали контактувати, були іспанці. Це відбулося у 1540 році, коли до одного з сіл хопі прибув Педро де Товар, один з військових експедиції Франсиско Васкеса де Коронадо. Через декілька років Гарсія Лопес де Карденас, який досліджував Великий каньйон, також мав дружні контакти з хопі. 1582—1583 років під час експедиції Антоніо де Еспехо хопі приязно зустріли іспанців.
З 1629 року починається проникнення на територію хопі католицьких місіонерів. Водночас починається поширення на ці області влади віце-короля Нової Іспанії. У 1630-х роках хопі визнали зверхність Іспанії.
Після повстання в 1680 році хопі фактично звільнилися від іспанської залежності. Хопі зберігали відносну ізоляцію до XIX ст., незважаючи на коротку спробу відновити іспанську владу в 1700—1701 роках.
З 1820-х років почалися війни з мексиканцями, а також племенами навахо і апачі. У 1850 році хопі звернулися до уряду США по захист від навахо. Представники хопі на чолі з головним вождем Накваіямтевою прибули до Санта-Фе, де знаходився Джеймс С. Калхун, державний агент у справах індіанців. 1875 року відбулася зустріч вождів хопі з президентом Честером Аланом Артуром. У 1882 році була створена їх резервація, головним населеним пунктом якої є поселення Хотевілла.

## Демографія і розселення
Загальна чисельність цього народу становить більше 18 тис. осіб. Хопі мешкають у 12 поселеннях, що знаходяться на трьох гірських відрогах. Поділялися на матрілінейні екзогамні роди і лініджі, об'єднані у фратрії. Для хопі характерний доволі високий рівень альбінізму серед індіанців: 1 випадок 200 осіб.

## Мова
Розмовляють мовою хопі шошонської підгілки юто-ацтекських мов.

## Урядування
24 жовтня 1936 року народ хопі ратифікував власну конституцію, за якою створено уряд, підпорядкований племінний раді. Головою виконавчої влади став голова племені та його заступник. Впроваджували власні судді. Столицею визнано поселення Кикотсмові.

## Культура

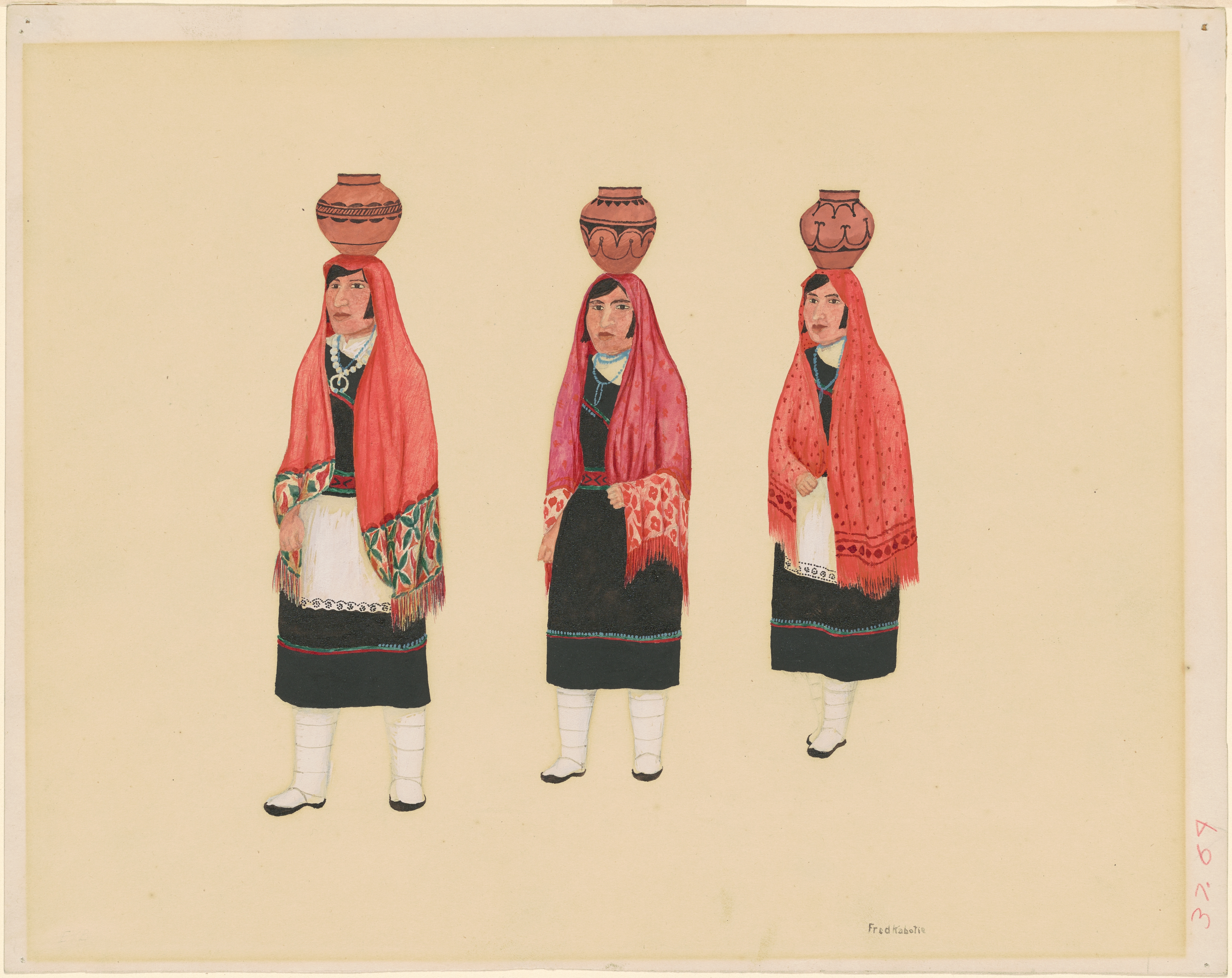
Малюнок відомого художника з племені хопі, Фреда Кеботі

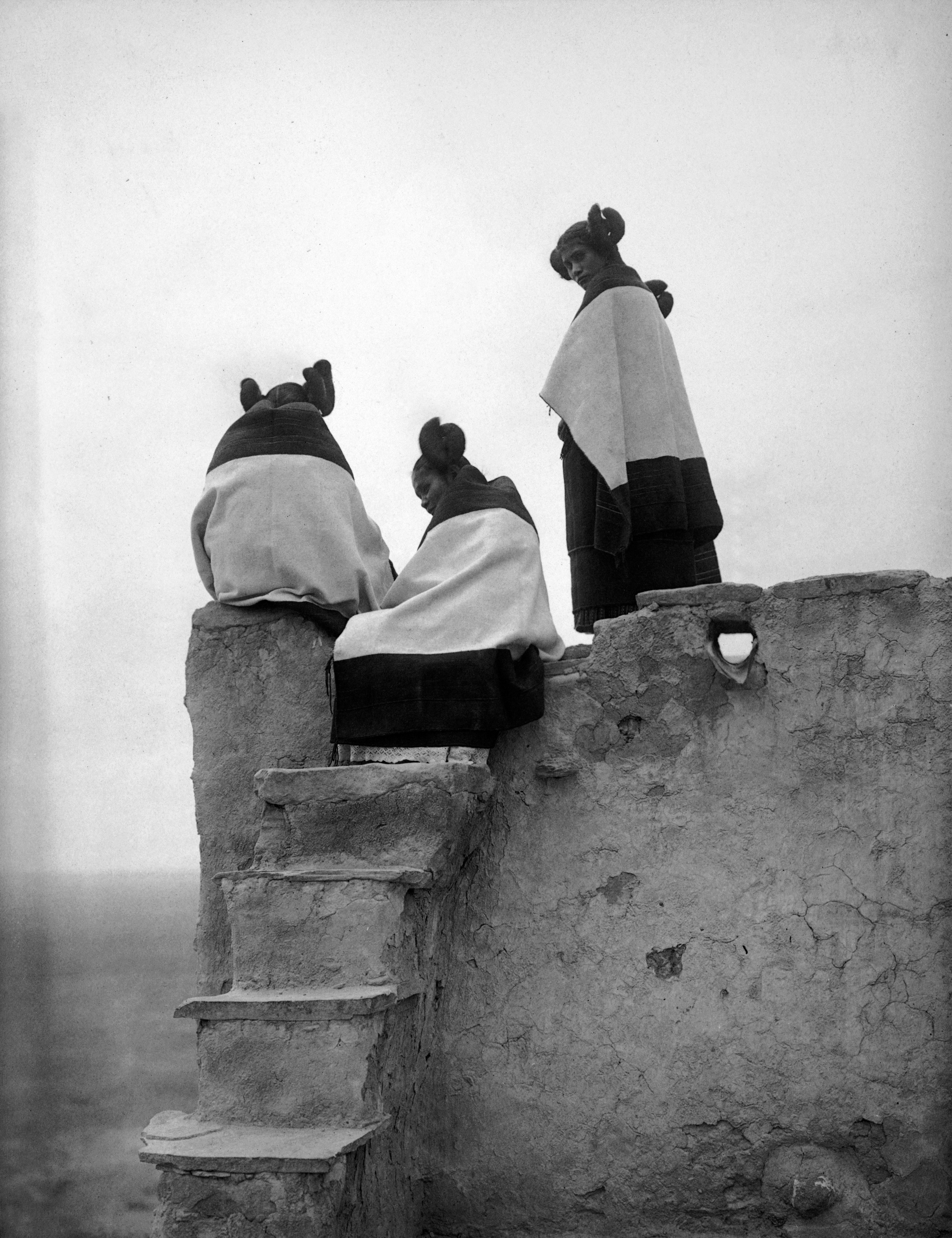
Група хопі спостерігає за танцями у пуебло

Представники цього народу відомі як представники малювання, скульптури, фотографії, спортсменами та філологами. Відомим є американський легкоатлет з народу хопі Льюїс Теваніма.

### Господарство
Традиційним заняттям хопі раніше було заливне і поливне терасоване землеробство. Вони культивували бобові культури, маїс, гарбузи. У них також досягли високого розвитку виробництво кераміки та настінний розпис. Хопі були єдиним індійським народом в Північній Америці, що використав кам'яне вугілля як паливо і добувати його відкритою і підземною розробкою. Ці традиції зберігаються натепер, якими займаються компанії: «Корпорація економічного розвитку хопі», «Ранчо Трьох каньйонів», «Хопі тревел плаза», «26 бар-ранчо». Важливим джерелом прибутку хопі є туризм.

### Побут і звичаї
Мешкали у поселеннях-пуебло. Найстаршим зі збережених дотепер поселень є засноване близько 1100 року поселення Ораібі в штаті Аризона. Тут мешкало від 1500 до 3000 осіб. Представники цього народу будували великі будинки. Ці звичаї зберігаються.
Хопі вирощували кукурузу різних сортів. Вважають, що саме хопі вивели сорт синьої кукурудзи.

### Вірування
Хопі тривалий час дотримувалися традиційних вірувань. З 1629 року почалися спроби місіонерів-францисканців навернути хопі до католицтва. Першу церкву було зведено у великому поселенні Аватові. Проте народ тривалий час чинив спротив цій політиці.
У 1680 році після антиіспанського повстання було зруйновано усі церкви й хопі повернулися до традиційних вірувань. Втім вже у 1700 році до них прибула нова група місіонерів. Втім вже у 1701 році францисканці залишили землі хопі.
Лише з 1840-х років починається новий етап християнізації. Значних успіхів тут досягли мормони, які з 1850-х років почали тут проповідувати. Мормони у 1875 році звели храм Церкви Ісуса Христа Святих останніх днів.
Втім серед хопі доволі сильні традиційні вірування, які здійснюються за місячним календарем.